# Seegefecht bei Kap St. Vincent (1719)
Sardinien – Kap Passero – Milazzo – Eilean Donan Castle – Glen Shiel – Francavilla – Pensacola – San Sebastián – Vigo und Pontevedra – Kap St. Vincent – Nassau – Villasur-Expedition
Das Seegefecht bei Kap St. Vincent (spanisch: Batalla del Cabo de San Vicente, englisch: Battle of Cape St. Vincent) war ein Gefecht zwischen britischen und spanischen Seestreitkräften während des Krieges der Quadrupelallianz, das am 21. Dezember 1719 vor dem Cabo de São Vicente ausgetragen wurde.

## Geschichte
Seit 1718 stand Spanien der sogenannten Quadrupelallianz (Großbritannien, Frankreich, Niederlande und Österreich) im Kampf um die Vorherrschaft im westlichen Mittelmeer gegenüber. Die spanische Marine musste aber bereits zu Kriegsbeginn eine vernichtende Niederlage in der Seeschlacht vor Kap Passero hinnehmen, bei der ein Großteil der Flotte ausgeschaltet wurde. Zur Unterstützung der Jakobiten und damit Schwächung Großbritanniens wurden aber trotzdem Flotteneinheiten ausgesandt.
Um einer Erbeutung bzw. Zerstörung der in Santander liegenden Schiffe durch die in der Biskaya eingesetzten britisch-französischen Seestreitkräfte zu entgehen, wurde diesen die Verlegung nach Cádiz befohlen. Im Dezember 1719 verließ ein Verband unter dem Kommando von Rodrigo de Torres, bestehend aus den Schiffen Nuestra Señora de Guadelupe y San Antonio, Conde de Tolosa, Hermione und der Fidela, den Hafen von Santander. Vor der portugiesischen Küste konnten eine britische Fregatte und eine mit Salz, Wein und anderen Waren beladene Schaluppe gekapert werden. Der Rest der Reise entlang der portugiesischen Küste verlief ruhig und ereignislos. Vor dem Kap St. Vincent (Cabo de São Vicente) traf am 21. Dezember 1719 das spanische Geschwader auf einen durch Commodore Philip Cavendish geführten britischen Verband, bestehend aus den drei Schiffen Norwich, Advice und Dover. Es entwickelte sich ein fünfstündiges Gefecht, aus dem die Spanier als Sieger hervorgingen, da sich die Briten auf Grund der erlittenen Schäden mit 154 Toten und Verwundeten nach Gibraltar zurückzogen. Der spanische Verband hatte nur 20 Tote und 27 Verwundete zu verzeichnen und erreichte am 2. Januar 1720 sicher Cádiz.

## Einheiten

### Spanien
| Schiff                                    | Kanonen | Kommandant                  | Verluste | Verluste  | Verluste  | Anmerkungen            |
| Schiff                                    | Kanonen | Kommandant                  | getötet  | verwundet | Insgesamt | Anmerkungen            |
| ----------------------------------------- | ------- | --------------------------- | -------- | --------- | --------- | ---------------------- |
| Conde de Tolosa                           | 50      |                             |          |           |           | Navío (Zweidecker)     |
| Nuestra Señora de Guadelupe y San Antonio | 50      | Rodrigo de Torres y Morales |          |           |           | Navío (Zweidecker)     |
| Hermione                                  | 52      | Francisco de Liaño y Arjona |          |           |           | Fragata (Zweidecker)   |
| Fidela                                    | 20      |                             |          |           |           | Fragatilla (Eindecker) |

### Großbritannien
| Schiff  | Kanonen | Kommandant                                                     | Verluste | Verluste  | Verluste  | Anmerkungen                   |
| Schiff  | Kanonen | Kommandant                                                     | getötet  | verwundet | Insgesamt | Anmerkungen                   |
| ------- | ------- | -------------------------------------------------------------- | -------- | --------- | --------- | ----------------------------- |
| Norwich | 50      | John Fletcher                                                  |          |           |           | Ship-of-the-Line (Zweidecker) |
| Advice  | 54      | William Owen                                                   |          |           |           | Ship-of-the-Line (Zweidecker) |
| Dover   | 40      | Philip Cavendish (First Captain) Edmund Hooke (Second Captain) |          |           |           | Ship-of-the-Line (Zweidecker) |